# Samurai Jack (sezonul 5)
Sezonul al cincilea al serialului Samurai Jack este ultimul sezon al seriei animate. Sezonul îl însoțește pe Jack într-o călătorie care va termina povestea lui. A avut loc premiera pe Toonami, în cadrul programului Adult Swim la data de 11 martie 2017. Anunțarea sezonului a venit în decembrie 2015, la unsprezece ani după ce serialul a fost încheiat inițial la Cartoon Network. Genndy Tartakovsky, creatorul seriei, s-a întors ca producător executiv al acestui sezon.

## Episoade
| Nr. în serial | Nr. în sezon | Titlu    | Regizat de         | Scris și planificat de              | Povestea de                                          | Data difuzării  | S.U.A telespectatori (milioane) |
| --- | ------------ | -------- | ------------------ | ----------------------------------- | ---------------------------------------------------- | --------------- | ------------------------------- |
| 53 | 1            | „XCII”   | Genndy Tartakosvky | Bryan Andrews și Genndy Tartakovsky | Darrick Bachman, Bryan Andrews și Genndy Tartakovsky | 11 martie 2017  | 1,55                            |
| Au trecut cincizeci de ani de când Jack a ajuns în viitor, iar sabia îi lipsește. Și-a pierdut speranța de a se întoarce în timpul lui și este bântuit și măcinat de halucinații cu părinții lui, regatul său și o persoană misterioasă călare. Samuraiul salvează o mamă și fiica ei de niște gândaci roboți și învinge un robot asasin muzical, care a distrus un sat pentru a-i atrage atenția lui Jack. Între timp, șapte fete sunt crescute și antrenate pentru a deveni "Fiicele lui Aku", un grup de asasini cu scopul de a-l ucide pe Jack.                                                                                           |              |          |                    |                                     |                                                      |                 |                                 |
| 54 | 2            | „XCIII”  | Genndy Tartakosvky | Bryan Andrews și Genndy Tartakovsky | Darrick Bachman, Bryan Andrews și Genndy Tartakovsky | 18 martie 2017  |                                 |
| Aku s-a săturat de a-l mai urmări pe Jack și renunță la orice speranță de a-l învinge, din moment ce nu mai poate îmbătrâni (un efect secundar al călătoriei în timp). "Fiicele lui Aku" îl iau prin surprindere pe samurai într-o ambuscadă și îl dezarmează. În timp ce se ascunde, Jack se ceartă cu o versiune a sa mai tânără, imaginară, în privință cu rostul luptei sale. Fuge în ruinele unui templu, fiind urmărit de "Fiice". Încercând să scape din templu, după o luptă cu una dintre ele, Jack o omoară în timp ce este înjunghiat în abdomen. Oripilat de moartea ei, Jack distruge templul și sare într-un râu din apropiere. |              |          |                    |                                     |                                                      |                 |                                 |
| 55 | 3            | „XCIV”   | Genndy Tartakovsky | David Krentz și Genndy Tartakovsky  | Darrick Bachman, Bryan Andrews și Genndy Tartakovsky | 25 martie 2017  | 1,35                            |
| 56 | 4            | „XCV”    | Genndy Tartakovsky | Genndy Tartakovsky                  | Darrick Bachman, Bryan Andrews și Genndy Tartakovsky | 8 aprilie 2017  | 1,33                            |
| 57 | 5            | „XCVI”   | Genndy Tartakovsky | Bryan Andrews și Genndy Tartakovsky | Darrick Bachman, Bryan Andrews și Genndy Tartakovsky | 15 aprilie 2017 | 1,29                            |
| 58 | 6            | „XCVII”  | Genndy Tartakovsky | Genndy Tartakovsky                  | Darrick Bachman, Bryan Andrews și Genndy Tartakovsky | 22 aprilie 2017 | 1,33                            |
| 59 | 7            | „XCVIII” | Genndy Tartakovsky | Bryan Andrews și Genndy Tartakovsky | Darrick Bachman, Bryan Andrews și Genndy Tartakovsky | 29 aprilie 2017 | 1,30                            |
| 60 | 8            | „XCIX”   | Genndy Tartakovsky | Genndy Tartakovsky                  | Darrick Bachman, Bryan Andrews și Genndy Tartakovsky | 6 mai 2017      | 1.36                            |
| 61 | 9            | „C”      | Genndy Tartakovsky | Bryan Andrews și Genndy Tartakovsky | Darrick Bachman, Bryan Andrews și Genndy Tartakovsky | 13 mai 2017     | 1,33                            |
| 62 | 10           | „CI”     | Genndy Tartakovsky | Bryan Andrews și Genndy Tartakovsky | Darrick Bachman, Bryan Andrews și Genndy Tartakovsky | 20 mai 2017     | 1,46                            |